# تری‌فنیل‌متانول
تری‌فنیل‌متانول (به انگلیسی: Triphenylmethanol) با فرمول شیمیایی C۱۹H۱۶O یک ترکیب شیمیایی با شناسه پاب‌کم ۶۴۵۷ است. که جرم مولی آن ۲۶۰٫۳۳ g/mol می‌باشد. 